# Takamitsu Yoshino
Takamitsu Yoshino (japanisch 吉野 峻光 Yoshino Takamitsu; * 24. April 1989 in Kyoto) ist ein ehemaliger japanischer Fußballspieler.

## Karriere
Yoshino erlernte das Fußballspielen in der Schulmannschaft der Shizuoka Gakuen High School und der Universitätsmannschaft der Kokushikan-Universität. Seinen ersten Vertrag unterschrieb er 2012 bei Cerezo Osaka. Der Verein spielte in der höchsten Liga des Landes, der J1 League. Am Ende der Saison 2014 stieg der Verein in die J2 League ab. Für den Verein absolvierte er 24 Ligaspiele. 2016 wechselte er zum Erstligisten Ventforet Kofu. Für den Verein absolvierte er sieben Erstligaspiele. 2017 wechselte er zu nach Thailand zum Khon Kaen FC. Ende 2017 beendete er seine Karriere als Fußballspieler.